# جام زرین پائیزه
 جام زرین پائیزه (نام علمی: Sternbergia lutea) یکی از گونه‌های سردهٔ جام زرین است. ارتفاع گیاه ۱۰ سانتی‌متر است. در این گونه برگ‌ها همراه با گل ظاهر گردیده ولی تا قبل فصل بهار رشد خود را تکمیل نمی‌نمایند. همچنین این گونه به دلیل دارا بودن گل‌هایی تا حدودی کوچکتر از جام زرین کورش و به رنگ زرد خالص واقع بر روی یک ساقه گل که تا بالای سطح خاک رشد نموده از گونهٔ نامبرده متمایز است. میوه کپسول آن نیز در بهار کامل می‌گردد این گونه خیلی به ندرت در شمال شرقی ایران یافت می‌شود. فصل گلدهی مهر ماه است.

## گونه‌های جام زرین در ایران
- جام زرین کورش (نام علمی: Sternbergia clusiana)
- جام زرین پائیزه (نام علمی: Sternbergia lutea)
- جام زرین گلستان (نام علمی: sternbergia fischeriana)